# Lepelboom
 Lepelboom (Kalmia latifolia) is een heester uit het geslacht Kalmia uit de heidefamilie (Ericaceae). Lepelboom is een  wintervaste, langzaamgroeiende en groenblijvende heester die tot 2 m hoog wordt en bloeit in mei en juni. De bloemen zijn roze, rood of wit. Na de bloei vormt lepelboom ronde vruchtjes. De lancetvormige bladeren zijn giftig.
... · 
Acrothamnus · 
Acrotriche · 
Agapetes · 
Agarista · 
Andersonia · 
Andromeda · 
Arbutus · 
Arctostaphylos · 
Calluna · 
Cassiope · 
Chimaphila · 
Daboecia · 
Dracophyllum · 
Empetrum · 
Enkianthus · 
Erica (Dophei) · 
Kalmia · 
Leptecophylla · 
Moneses · 
Monotropa · 
Orthilia · 
(Oxycoccus (Veenbes)) · 
Pieris · 
Pyrola (Wintergroen) · 
Rhododendron (Rododendron) · 
Vaccinium (Bosbes) . 
Woollsia . 
...